# Толкалина, Любовь Николаевна
Любо́вь Никола́евна Толка́лина (род. 16 февраля 1978, с. Савватьма, Ермишинский район, Рязанская область, РСФСР, СССР) — российская актриса театра, кино и телевидения, диктор аудиокниг.

## Биография
Родилась 16 февраля 1978 года в селе Савватьма Ермишинского района Рязанской области. Отец — Николай Павлович Толкалин (род. 8 мая 1956), по профессии техник-механик швейного оборудования. Мать — Татьяна Фёдоровна Толкалина (социальный работник). После рождения дочери переехали в Москву.
С детства много занималась спортом. Имеет разряд кандидата в мастера спорта России по синхронному плаванию. С 7 лет занималась в детском «Театре на воде» у тренера Ирины Вячеславовны Дергачёвой, где играла Русалочку в спектакле по одноимённой сказке Ханса Кристиана Андерсена и Марию в постановке по поэме «Бахчисарайский фонтан» Александра Сергеевича Пушкина, ездила с театром на гастроли.
В 1999 году окончила актёрский факультет Всероссийского государственного института кинематографии имени С. А. Герасимова (ВГИКа) (мастерская Алексея Владимировича Баталова).
С 1999 года по 2003 год — актриса Центрального академического театра Российской армии (ЦАТРА) в Москве.
Была моделью и «девушкой месяца» в апрельском номере журнала «Playboy» 2001 года.
В 2003—2007 годах — актриса театра «Империя звёзд».
В 2010 году в паре с фигуристом Алексеем Тихоновым участвовала в телевизионном проекте «Первого канала» «Лёд и пламень». 31 октября 2010 года актриса объявила о том, что покидает проект в связи с рекомендациями врачей ограничить всякую физическую нагрузку на колени во избежание хирургического вмешательства.
В 2015 году в паре с танцором Вадимом Любушкиным приняла участие в шоу телеканала «Россия-1» «Танцы со звёздами».
Снялась в нескольких рекламных роликах, в том числе и у Егора Кончаловского.
В 2016 году создала независимый камерный духовный театр «Собор» в Палатах Мазепы, который предлагает исторический сторителлинг, иммерсивные, поэтические, музыкальные спектакли, перформансы, чтения. Является одновременно актрисой, продюсером, художественным руководителем, режиссёром и идеологом театра.
В 2020 году актриса приобрела квартиру в Гаспре на территории санатория. В 2017 году за посещение Крыма внесена в «Миротворец».

## Личная жизнь
Любовь Толкалина с 1996 года состояла в незарегистрированном браке с кинорежиссёром Егором Кончаловским. 5 июня 2001 года у них родилась дочь Мария Михалкова-Кончаловская. Фактически перестали быть парой в июле 2009 года; официально объявили о расставании в январе 2017 года.

## Творчество

### Роли в театре
- 1999 — «Иванов» А. П. Чехов («Театр Российской армии») — Сарра
- 1999 — «Ханума» А. Цагарели («Театр Российской армии») — Кабато
- 2000 — «Отелло» У. Шекспир («Театр Российской армии», реж. Б. Морозов) — Дездемона
- 2000 — «Доходное место» А. Островский («Театр Российской армии») — эпизод
- 2003 — «Оскар» К. Манье («Театр Российской армии») — Жаклин
- 2007 — «Чао» М.-Ж. Соважон («Содружество актёров Таганке», реж. А. Тынкасов) — Минушон
- 2007 — «Дождь» А. Володин («Продюсерский центр «Пантеон-арт», реж. О. Дубоссарская) — Ирина
- 2010 — «Женщина над нами» А. Слаповский («Современный театр антрепризы», реж. П. Урсул) — Ольга Евгеньевна
- 2012 — «Любовь в двух действиях» (Театр «Модернъ», реж. А. Максимов) — Она
- 2012 — «Буря в стакане воды» Э. Скриб (Продюсерский центр «Омитра», реж. О. Анохина) — королева Анна
- 2015 — «Нереальное шоу» Б. Вербер («Современный театр антрепризы», реж. А. Кирющенко) — Саманта
- 2017 — «Мастер и Маргарита» М. Булгаков («Московский независимый театр», реж. В. Белякович) — Маргарита
- 2018 — «Последняя русская царица» И. Капралова-Белова (Театр «Собор», реж. Л. Толкалина) — Евдокия Фёдоровна Лопухина
- 2019 — «Тайны королевской кухни» А. Николаи («Современный Театр Антрепризы», реж. С. Дьячковский) — Гертруда
- 2019 — «Снежная Королева» Х. К. Андерсен (Театр «Собор», реж. Л. Толкалина) — Снежная Королева
- 2020 — «Чайка» А. П. Чехов («Благотворительная площадка в поддержку независимых театральных деятелей „wwwteatr“», реж. Г. Шушчевичуте) — Ирина Николаевна Аркадина
- 2020 — «Тайные дела великого значения» И. Капралова-Белова (Театр «Собор», реж. Л. Толкалина) — Елизавета Тюдор
- 2022 — Поэтический слэм «СПОРЫ’N’я / *спорынья» (Международный Дягилевский фестиваль в городе Пермь, реж. Е. Мороз)
- 2022 — «Мой Бах» (Музыкальный спектакль Петра Главацких, реж. З. Хунгуреев) — Анна-Магдалена Бах
- 2022 — «Маша и Мари» Э. Т. А. Гофман (Театр «Собор», реж. С. Красникова)
- 2023 — Open-air опера «Поэма Горы» М. Цветаева (Международный Дягилевский фестиваль города Пермь, реж. С. Красникова)
- 2023 — «Ворожба» (Театр «Собор», реж. Л. Толкалина)
- 2023 — «Жена Баха» Н. Боровская (Театр «Собор», реж. С. Красникова)  — Мария-Барбара Бах / Анна-Магдалена Бах
- 2024 — «Любовь о Любви» (Театр «Собор», реж. Л. Толкалина)
- 2024 — Музыкальный медиаспектакль «Русалочка» Х. К. Андерсен (Московский летний музыкальный фестиваль «Зарядье», реж. Л. Толкалина / С.Красникова)

### Фильмография
| Год       |     | Название                                                                  | Роль |
| --------- | --- | ------------------------------------------------------------------------- | --- |
| 1996      | с   | Кафе «Клубничка»                                                          | Люба |
| 1997      | ф   | Война окончена. Забудьте…                                                 | девушка генерала                                                                                                |
| 1999      | ф   | Затворник                                                                 | Ирина, подруга Анны Скороходовой                                                                                |
| 2000      | ф   | VASILISA                                                                  | невеста старшего сына, русалка                                                                                  |
| 2000      | ф   | Расставаясь с Москвой                                                     | снималась |
| 2000      | с   | Траектория бабочки                                                        | снималась |
| 2000      | ф   | Витрина                                                                   | Эмма |
| 2000      | с   | Марш Турецкого                                                            | Татьяна, секретарь в фирме «Экспортлес»                                                                         |
| 2002      | ф   | Антикиллер                                                                | Люба, менеджер турфирмы                                                                                         |
| 2002      | с   | Линия защиты                                                              | Екатерина Тропинина                                                                                             |
| 2002      | с   | Главные роли                                                              | снималась |
| 2002      | ф   | Светские хроники                                                          | Виктория |
| 2003      | ф   | Антикиллер 2: Антитеррор                                                  | Любовь Томилина, жена Лиса, врач скорой помощи                                                                  |
| 2003      | с   | Евлампия Романова. Следствие ведёт дилетант                               | Вера Зайцева |
| 2003      | с   | Замыслил я побег                                                          | девушка в ресторане                                                                                             |
| 2003      | ф   | Красный змей / Red Serpent                                                | девушка в баре                                                                                                  |
| 2003      | ф   | Невеста по почте / Mail Order Bride                                       | танцовщица |
| 2004      | ф   | Я люблю тебя                                                              | Вера Кириллова, ведущая теленовостей                                                                            |
| 2004      | с   | Грехи отцов                                                               | Нина Неверова, хозяйка борделя                                                                                  |
| 2004      | с   | Русское лекарство                                                         | Вера |
| 2004      | ф   | Слушатель                                                                 | Марина Антоновна, дочь Антона Андреевича Федулова                                                               |
| 2004      | с   | Близнецы                                                                  | Нателла Проскурина, актриса                                                                                     |
| 2004      | ф   | Игры взрослых девочек                                                     | Алька, подруга                                                                                                  |
| 2004      | с   | Торгаши                                                                   | Мила Петрова |
| 2005      | с   | Матрёшки / Matroesjka's                                                   | Ольга |
| 2005      | ф   | Побег                                                                     | Татьяна Пахомова                                                                                                |
| 2005      | с   | Талисман любви                                                            | Ольга Уварова, старшая дочь Гавриила Уварова от первого брака                                                   |
| 2005      | ф   | Оскар                                                                     | Жаклин |
| 2006      | ф   | Возвращение блудного папы                                                 | Светлана |
| 2006      | с   | Мой генерал                                                               | Марина Евгеньевна Корсунская                                                                                    |
| 2006      | с   | Московская история                                                        | Анна |
| 2007      | ф   | Артисты                                                                   | Маша |
| 2007      | ф   | Консервы                                                                  | Ольга Сергеевна, жена Игоря Давыдова                                                                            |
| 2007      | ф   | В ожидании чуда                                                           | представительница «KK Sports»                                                                                   |
| 2007      | ф   | Поцелуи падших ангелов                                                    | Марина, жена Романа                                                                                             |
| 2007      | ф   | Откройте, Дед Мороз!                                                      | Женя |
| 2007      | ф   | Кавказ                                                                    | Софья |
| 2007      | с   | Застава                                                                   | Катерина |
| 2007      | ф   | Ленинград                                                                 | эпизод |
| 2008      | ф   | Однажды в провинции                                                       | Елена Сергеевна, участковый уполномоченный милиции, мама Анжелы                                                 |
| 2008      | с   | Шальной ангел                                                             | Валентина Муромцева, известная телеведущая и журналистка                                                        |
| 2008      | с   | Фотограф                                                                  | Алиса, певица (Александра Осипова)                                                                              |
| 2008      | ф   | Чёрное платье                                                             | Наталья Николаевна Левина                                                                                       |
| 2008      | ф   | Золотой ключик                                                            | Катя, мать Веры                                                                                                 |
| 2008      | ф   | Дорога, ведущая к счастью                                                 | Жанна |
| 2008      | ф   | Храни меня, дождь                                                         | Марианна Стеклова                                                                                               |
| 2009      | ф   | 9 мая. Личное отношение                                                   | внучка Анны Михайловны                                                                                          |
| 2009      | с   | Девичник                                                                  | Виктория Завадская, галерист                                                                                    |
| 2009      | ф   | Запрещённая реальность                                                    | Полина |
| 2009      | ф   | Невеста любой ценой                                                       | Миронова |
| 2009      | с   | Сердце капитана Немова                                                    | Татьяна Мулявина                                                                                                |
| 2009      | с   | Участковая                                                                | Лиля |
| 2009      | ф   | Когда падают горы                                                         | Элеонора |
| 2010      | ф   | Варенье из сакуры                                                         | Евдокия, «Председательша»                                                                                       |
| 2010      | ф   | Всё ради тебя                                                             | Анфиса Гордеева, журналистка                                                                                    |
| 2010      | с   | Вы заказывали убийство                                                    | Любовь Александровна Стрешнева, журналистка                                                                     |
| 2010      | тф  | Дальше — любовь                                                           | Эльза Сорокина                                                                                                  |
| 2010      | ф   | Компенсация                                                               | Ольга, жена Мальцева                                                                                            |
| 2010      | тф  | Люблю 9 марта!                                                            | Светлана, подруга Кати                                                                                          |
| 2010      | тф  | Медвежья шкура                                                            | Елена, бывшая жена Сергея                                                                                       |
| 2010      | ф   | Москва, я люблю тебя!                                                     | женщина с ребёнком                                                                                              |
| 2010      | ф   | Попытка Веры                                                              | пациентка Веры                                                                                                  |
| 2010      | с   | Путейцы 2                                                                 | «Пчела», аферистка-грабительница                                                                                |
| 2010      | с   | Столица греха                                                             | мадам Анна, хозяйка модельного агентства из Петербурга                                                          |
| 2010      | тф  | Хроники измены                                                            | Аня, дизайнер и владелица архитектурной фирмы                                                                   |
| 2011      | с   | У каждого своя война                                                      | Елена Александровна, мать Костика                                                                               |
| 2011      | с   | Время для двоих                                                           | Алёна Игоревна Касьянова                                                                                        |
| 2011      | с   | Жуков                                                                     | Лидия Захарова, любовница маршала Жукова                                                                        |
| 2011      | ф   | Поцелуй судьбы                                                            | Вера |
| 2011      | ф   | Сердце моё — Астана                                                       | Паша |
| 2012      | ф   | Большая ржака                                                             | стюардесса |
| 2012      | ф   | Время любить                                                              | Жанна |
| 2012      | ф   | Всё просто                                                                | Светлана |
| 2012—2013 | с   | Как выйти замуж за миллионера                                             | Полина Геллер, подруга Леонида                                                                                  |
| 2012      | с   | Личная жизнь следователя Савельева                                        | Таисия Сергеевна Беликова, предприниматель в Степановске                                                        |
| 2012      | ф   | Пока ночь не разлучит                                                     | посетительница московского ресторана, приятельница Маруси                                                       |
| 2012      | ф   | Праздник взаперти                                                         | Ираида Капызнач, соседка Сорокиных                                                                              |
| 2012      | с   | Твой мир                                                                  | Галина |
| 2013      | ф   | Найти мужа в большом городе                                               | Мария, подруга Елизаветы                                                                                        |
| 2013      | ф   | Если любишь — прости                                                      | Юлия Борисовна Гуляева, судья                                                                                   |
| 2013      | ф   | Тамарка                                                                   | Алла Михайловна, жена Дубровского                                                                               |
| 2014      | с   | Сильнее судьбы                                                            | Виктория Анатольевна Лобова, вдова Олега, прокурор                                                              |
| 2014      | с   | Анжелика                                                                  | Инна Владимировна, мать Анжелики                                                                                |
| 2014      | с   | Дело Батагами                                                             | Екатерина Андреевна Назарова, подполковник                                                                      |
| 2014      | ф   | Как поднять миллион. Исповедь Z@drota                                     | главный редактор                                                                                                |
| 2014      | ф   | Любит не любит                                                            | Анна, подруга Ирины                                                                                             |
| 2015      | ф   | Иерей-Сан                                                                 | Анна Яхонтова                                                                                                   |
| 2015      | с   | Сводные судьбы                                                            | Надя, мама Мити                                                                                                 |
| 2016      | с   | Чужая дочь                                                                | Алиса |
| 2016      | с   | Ты моя мама?                                                              | Татьяна Сухова                                                                                                  |
| 2016      | кор | Урок рисования для взрослых (короткометражный) / Drawing Class for Adults | Вера |
| 2017      | ф   | Портрет второй жены                                                       | Юля, жена Юрия                                                                                                  |
| 2017      | с   | Последний мент 3                                                          | Екатерина Григорьевна Малиновская, телеведущая                                                                  |
| 2017      | с   | Секретарша                                                                | Антонина Тихонова                                                                                               |
| 2017      | кор | Время жить, время умирать                                                 | Толкалина |
| 2017      | с   | Перепутанные                                                              | Ольга Морозова                                                                                                  |
| 2018      | с   | Девочки не сдаются                                                        | Ксения Михайловская, сестра Леры, бывшая фотомодель                                                             |
| 2019      | с   | Поздний срок                                                              | Валерия Андреевна Соколова (после замужества — Смирнова), журналист, жена Юрия                                  |
| 2019      | ф   | Рваный ветер                                                              | Светлана Андреевна Яковлева, директор завода "Гурьянмаш"                                                        |
| 2020      | ф   | Легенды Петербурга. Ключ времени                                          | Ирена, наставница в детском доме / Ингрид, ведьма Тёмного мира                                                  |
| 2020      | ф   | Очень женские истории                                                     | Вера |
| 2020      | ф   | Парадоксы                                                                 | Люба |
| 2020      | ф   | Ни к селу, ни к городу                                                    | Валентина Дмитриевна                                                                                            |
| 2020      | с   | Отдай свою жизнь                                                          | Светлана Михайловна Якушева, главный редактор журнала «Модный стиль», жена бизнесмена Максима, мать двоих детей |
| 2021      | с   | Хэппи-энд                                                                 | Полина |
| 2021      | ф   | Проклятый чиновник                                                        | Ирина, жена Фёдора                                                                                              |
| 2021      | ф   | Феодосийская сказка                                                       | Красота, злая волшебница                                                                                        |
| 2021      | с   | Солдаут                                                                   | Марина |
| 2021      | ф   | Чиновник                                                                  | Света |
| 2021      | ф   | Добрая душа                                                               | Светлана Якушева                                                                                                |
| 2021      | с   | Бег улиток                                                                | Катерина |
| 2021      | ф   | Настоящие Истории                                                         | продавщица в лавке                                                                                              |
| 2021      | ф   | Ни к селу, ни к городу 2                                                  | Валентина Дмитриевна                                                                                            |
| 2021      | с   | Инсомния                                                                  | Марина Войтенко                                                                                                 |
| 2022      | с   | И снова здравствуйте!                                                     | Ольга, мама Артёма                                                                                              |
| 2022      | кор | Держи меня за руку (короткометражный)                                     | Маша |
| 2022      | с   | Мажор 4                                                                   | Любовь Константиновна Семёнова, психоаналитик, девушка, затем — жена Игоря Соколовского                         |
| 2022      | ф   | Любовники                                                                 | Маргарита |
| 2022      | с   | Неличная жизнь                                                            | Ольга, Лариса                                                                                                   |
| 2022      | ф   | Похожий человек                                                           | Кристина, литературный редактор                                                                                 |
| 2022      | ф   | Хочу не могу!                                                             | Люба |
| 2023      | ф   | Аквариум                                                                  | руководитель хора                                                                                               |
| 2023      | с   | Загляни ему в голову                                                      | Лариса |
| 2023      | с   | И снова здравствуйте! - 2                                                 | Ольга, мама Артёма                                                                                              |
| 2023      | с   | Контейнер - 3                                                             | Наташа, бывшая жена Вадима                                                                                      |
| 2023      | с   | Престиж                                                                   | Ирина Викторовна Филимонова, жена Петра, мама Вани, успешный корпоративный адвокат                              |
| 2023      | ф   | У людей так бывает                                                        | главная роль |
| 2024      | с   | Дино                                                                      | Анна |
| 2024      | с   | Зло                                                                       | Елена Патолина                                                                                                  |
| 2024      | с   | И снова здравствуйте! - 3                                                 | Ольга, мама Артёма                                                                                              |
| 2024      | ф   | Четыре четверти                                                           | мама Маши |
| 2025      | с   | Что-то положительное                                                      | мама Насти |

## Призы и награды
- 2004 — V Международный телекинофорум «Вместе» — Приз «Лучшая актриса» (за роль в фильме «Игры взрослых девочек»).
- 2008 — лауреат национальной премии общественного признания достижений женщин «Олимпия» Российской академии бизнеса и предпринимательства за создание ярких художественных образов в российском кинематографе.